# 伊利莫區

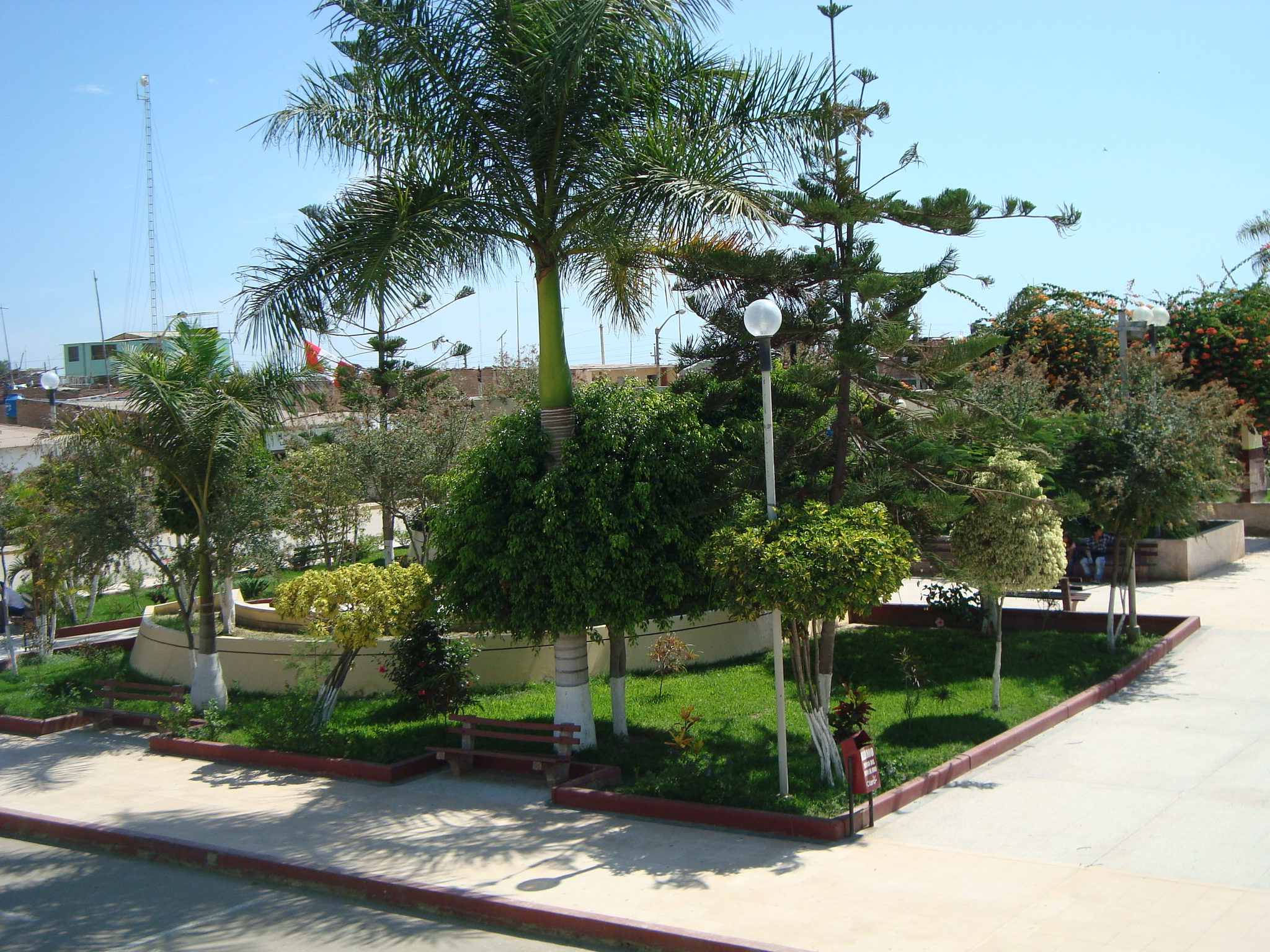

6°28′04″S 79°52′12″W / 6.4679°S 79.8699°W
伊利莫區（西班牙語：Distrito de Íllimo），是秘魯的一個區，位於該國西北部蘭巴耶克大區的蘭巴耶克省，始建於1905年11月22日，面積24.4平方公里，海拔高度51米，2005年人口9,578，人口密度每平方公里390人。